# Partido Pirata de Austria
El Partido Pirata de Austria (en alemán: Piratenpartei Österreichs, abreviado PIRAT) es un partido político en Austria y parte del movimiento global del Partido Pirata que lucha por la libertad de información y la protección de la privacidad. 
Es conocido principalmente por oponerse al Acuerdo Comercial de Lucha contra la Falsificación.
El partido fue fundado por Florian Hufsky y Jürgen 'Juxi' Leitner durante el período previo a las elecciones de 2006 en Austria, pero no logró reunir las firmas necesarias para impugnar las elecciones. 
El 14 de marzo de 2010, el PPÖ se postuló para elecciones municipales por primera vez en la ciudad de Bregenz y recibió 1,62% de votos, pero no lo suficiente para un escaño.
Christopher Clay, Marlies Wawra, Rodrigo Jorquera, Lukas Daniel Klausner y André Igler fueron elegidos el 28 de octubre de 2012 como miembros de la junta en la Asamblea General del Partido Pirata de Austria. Albert Gugerell ha sido elegido como tesorero.
En enero, Alexander Ofer, exmiembro del Partido Pirata del Estado Tirolés, fue expulsado junto con todos los miembros del partido estatal. Después de que Ofers entrara al consejo de la ciudad, el Partido Pirata anunció que acudiría al Partido Pirata Tirol (el nuevo partido de Ofers que había fundado antes de ser expulsado. Se postularon con éxito para un puesto en la ciudad de Innsbruck). Pero Ofer dijo "Wir wollen mit der Piratenpartei Österreichs nichts zu tun haben, das sind Pfuscher". ("No queremos tener nada que ver con el Partido Pirata de Austria, son carniceros").
En 2012, el periódico social-liberal Der Standard declaró que los Piratas podrían ser un competidor contra Los Verdes y el Partido de la Libertad, y podrían convertirse también en el nuevo Foro Liberal, con el Partido Pirata de Austria que se dirige a la Asamblea Nacional en 2013 y las Elecciones de la UE en 2014.
En las elecciones municipales en Graz el 25 de noviembre de 2012, los Piratas obtuvieron el 2,68% de los votos y un escaño.
El 4 de marzo de 2014, Salzburgo Piratenpartei inició una iniciativa de denuncia de regularidades; La base de la iniciativa es el uso del software GlobaLeaks que permite la denuncia anónima.